# لاین تی‌وی
لاین تی‌وی (انگلیسی: Line TV) یک سرویس ویدئو به‌درخواست و خدمات رسانه‌ای بر فراز اینترنت است که توسط لاین کورپوریشن مستقر در ژاپن اداره می‌شود، ولی عمدتاً در تایوان و پیش‌تر در تایلند فعالیت می‌کند. این سرویس رایگان است و از طریق تبلیغات درآمدزایی می‌کند. کاربران می‌توانند از طریق اپلیکیشن‌های موبایل، پخش‌کننده‌های دیجیتال و وبگاه به آن دسترسی پیدا کنند. لاین تی‌وی برنامه‌هایی از شبکه‌های تلویزیونی محلی پخش می‌کند و همچنین با استودیوها همکاری می‌کند تا محتوای ارجینال خود را تولید کند.
این سرویس در سال ۲۰۱۵ در تایلند راه‌اندازی شد و با بیش از ۴۰ میلیون کاربر به یکی از محبوب‌ترین پلتفرم‌های آنلاین برای پخش محتوای تلویزیونی محلی تبدیل شد. سپس به تایوان گسترش یافت و در سال ۲۰۲۰ به نوزده منطقه دیگر، عمدتاً در آسیای جنوب شرقی، آمریکای لاتین و ایالات متحده رسید. لاین تی‌وی نقش مهمی در محبوبیت ژانر «عشق پسرانه» در تایلند داشت و این سریال‌ها را به مخاطبان خارج از کشور هم معرفی کرد. با این حال، در پایان سال ۲۰۲۱، این شرکت خدمات خود را در تایلند تعطیل کرد.
در سال ۲۰۲۰، لاین تی‌وی با گاگااواولالا، یک سرویس استریم و تولید تلویزیونی جهانی ال‌جی‌بی‌تی مستقر در تایپه، همکاری کرد تا محتوای این سرویس را به صورت قانونی پخش کند.